# Данилівка (Березівський район)
Дани́лівка — село Розквітівської сільської громади у Березівському районі Одеської області в Україні. Населення становить 260 осіб.

## Населення
Згідно з переписом 1989 року населення села становило 253 особи, з яких 116 чоловіків та 137 жінок.
За переписом населення 2001 року в селі мешкало 260 осіб.

### Мова
Розподіл населення за рідною мовою за даними перепису 2001 року:
| Мова       | Відсоток |
| ---------- | -------- |
| українська | 96,15 %  |
| молдовська | 1,92 %   |
| російська  | 1,15 %   |
| румунська  | 0,77 %   |